# Meropogon
Meropogon is een geslacht van vogels uit de familie bijeneters (Meropidae).

## Soorten
Het geslacht kent maar één soort:
- Meropogon forsteni – Sulawesibijeneter